# Idaea episticta
Idaea episticta är en fjärilsart som beskrevs av Eugen Wehrli 1930. Idaea episticta ingår i släktet Idaea och familjen mätare. Inga underarter finns listade i Catalogue of Life.